# Чинеду, Джеффри
Джеффри Чарльз Чинеду (англ. Geoffrey Charles Chinedu; род. 1 октября 1997, Лагос, Лагос) — нигерийский футболист, нападающий казахстанского клуба «Астана».

## Карьера
В 17 лет нигериец переехал в Европу. Чинеду занимался в академиях чешского «Теплице» и албанского «Скендербеу». Дебютировал во взрослом футболе в составе албанской «Бесы». Затем нигериец неплохо проявил себя в македонских «Работничках», за которые он забил 12 мячей.
Летом 2019 года Чинеду подписал контракт с клубом украинской Премьер-Лиги «Олимпик» (Донецк), но проявить себя в нём легионеру не удалось. В чемпионате страны в 11 матчах ему не удалось забить ни одного гола.
В марте 2020 года нигериец на правах аренды перешёл в эстонскую «Нарву-Транс». По итогам года соглашение с эстонским клубом завершилось и форвард вернулся на Украину.
После этого был в финском клубе «Лахти», а позже стал выступать за сербскую команду «Раднички» из города Крагуевац.

## Достижения
- Финалист Кубка Эстонии (1): 2019/20.
- Бронзовый призёр чемпионата Македонии: 2017/18